# 1,3-Bis(aminomethyl)cyclohexan
1,3-Bis(aminomethyl)cyclohexan (1,3-BAC) ist eine Mischung von drei stereoisomeren chemischen Verbindungen aus der Gruppe der aliphatischen Amine.

## Stereoisomere
1,3-Bis(aminomethyl)cyclohexan enthält zwei gleichsubstituierte Stereozentren, folglich gibt es drei Stereoisomere:
- (S,S)-1,3-Bis(aminomethyl)cyclohexan
- (R,R)-1,3-Bis(aminomethyl)cyclohexan
- meso-1,3-Bis(aminomethyl)cyclohexan

Das technische Produkt ist ein Gemisch dieser drei Isomeren.
Wenn in diesem Artikel oder in der wissenschaftlichen Literatur die Bezeichnung „1,3-Bis(aminomethyl)cyclohexan“ ohne Deskriptor gebraucht wird, ist stets ein Gemisch aus gleichen Teilen aus (S,S)-Form und (R,R)-Form sowie wechselnden Anteilen der meso-Form gemeint.

## Darstellung
1,3-Bis(aminomethyl)cyclohexan kann durch Hydrierung verschiedener Verbindungen hergestellt werden, etwa aus m-Xylylendiamin, aus 1,3-Benzoldicarbonitril oder aus Dicyanocyclohexan.

## Verwendung
1,3-Bis(aminomethyl)cyclohexan wird industriell als Härter für Epoxidharze, als Rohstoff zur Herstellung von Polyamiden und Isocyanaten, als Kautschukchemikalie, für Papierverarbeitungsmittel, in Faserbehandlungsmitteln und in Reinigungsmitteln verwendet.

## Externe Links zu erwähnten Verbindungen
1. ↑  Externe Identifikatoren von bzw. Datenbank-Links zu rel-1R,3S-Bis(aminomethyl)cyclohexan:  CAS-Nr.: 10340-00-8, EG-Nr.: 805-778-2, ECHA-InfoCard: 100.232.772, Wikidata: Q131460409.
2. ↑  Externe Identifikatoren von bzw. Datenbank-Links zu rel-1R,3R-Bis(aminomethyl)cyclohexan:  CAS-Nr.: 10339-97-6, Wikidata: Q131460502.
3. ↑  Externe Identifikatoren von bzw. Datenbank-Links zu 1R,3S-Bis(aminomethyl)cyclohexan:  CAS-Nr.: 2957884-90-9, PubChem: 6951508, ChemSpider: 5324401, Wikidata: Q131468634.
4. ↑  Externe Identifikatoren von bzw. Datenbank-Links zu 1R,3R-Bis(aminomethyl)cyclohexan:  CAS-Nr.: 1932817-25-8, PubChem: 6951510, ChemSpider: 5324403, Wikidata: Q131468695.
5. ↑  Externe Identifikatoren von bzw. Datenbank-Links zu 1S,3S-Bis(aminomethyl)cyclohexan:  CAS-Nr.: 1932302-44-7, Wikidata: Q131468754.
6. ↑  Externe Identifikatoren von bzw. Datenbank-Links zu Dicyanocyclohexan:  CAS-Nr.: 7027-27-2, PubChem: 543154, ChemSpider: 472887, Wikidata: Q131384920.